# Шасал
Шасал (фр. Chassal) насеље је и општина у источној Француској у региону Франш-Конте, у департману Јура која припада префектури Сен Клод.
По подацима из 2011. године у општини је живело 480 становника, а густина насељености је износила 92,49 становника/km². Општина се простире на површини од 5,19 km². Налази се на средњој надморској висини од 362 метара (максималној 665 m, а минималној 340 m).

## Демографија
| 1962. | 1968. | 1975. | 1982. | 1990. | 1999. | 2011. |
| ----- | ----- | ----- | ----- | ----- | ----- | ----- |
| 320   | 352   | 383   | 425   | 492   | 509   | 480   |

График промене броја становника у току последњих година